# Marcin Bułka
Marcin Bułka (Płock, 1999. október 4. –) lengyel labdarúgó, kapus, a Neom játékosa.

## Pályafutása

### Klubcsapatokban
Pályafutását Lengyelországban kezdte, ahol utánpótláskorú játékosként a Stegny Wyszogród, a Maciuś Club Płock, és a Barcelona lengyelországi akadémiájaként működő Escola Varsovia tagja volt. 2016 márciusában, bár tárgyalt a katalán klub vezetőivel egy lehetséges átigazolásról, végül a Chelsea-hez írt alá és 2016 nyarától lett az angol klub játékosa. A csapat színeiben egy Arsenal elleni U18-as bajnokin mutatkozott be, míg a 2018–19-es szezonban a felnőtt csapat keretébe is bekerült három alkalommal. 
2019 júliusában kétéves szerződést írt alá a francia Paris Saint-Germainnel. 2019. augusztus 30-án, a Metz ellen 2–0-ra megnyert bajnokin bemutatkozhatott a francia élvonalban. 2020. szeptember 28-án meghosszabbította kontraktusát 2025 júniusáig. Nem sokkal később bejelentésre került, hogy a 2020–21-es évadra a spanyol másodosztályú Cartagena csapatához került kölcsönbe. Végül lerövidítették a megállapodást és a januári átigazolási időszakban távozott. 2021. január 31-én a francia másodosztályban szereplő Châteauroux vette kölcsön. Február 2-án debütált egy Chambly elleni 4–0 arányban megnyert találkozón. 2025. július 5-én aláírt a szaúdi Neom csapatához.

### A válogatottban
Többszörös utánpótlás válogatott, szerepelt hazája U18-as, U19-es és U20-as csapatában is. 2023. szeptember 4-én megkapta első meghívóját a felnőtt válogatottba a 2024-es Európa-bajnokság selejtező-mérkőzéseire Feröer és Albánia ellen. November 21-én debütált a Lettország elleni barátságos mérkőzésen. 2024. június 7-én beválasztották a 26 fős keretbe, amely részt vett a 2024-es labdarúgó-Európa-bajnokságon.

## Statisztikái

### Klubcsapatokban
2021. február 2-án frissítve.
| Klub                     | Szezon           | Liga             | Liga  | Liga | Kupa  | Kupa | Ligakupa | Ligakupa | Nemzetközi | Nemzetközi | Egyéb | Egyéb | Összesen | Összesen |
| Klub                     | Szezon           | Bajnokság        | Mérk. | Gól  | Mérk. | Gól  | Mérk.    | Gól      | Mérk.      | Gól        | Mérk. | Gól   | Mérk.    | Gól      |
| ------------------------ | ---------------- | ---------------- | ----- | ---- | ----- | ---- | -------- | -------- | ---------- | ---------- | ----- | ----- | -------- | -------- |
| Paris Saint-Germain      | 2019–20          | Ligue 1          | 1     | 0    | 0     | 0    | 0        | 0        | 0          | 0          | 0     | 0     | 1        | 0        |
| Paris Saint-Germain      | 2020–21          | Ligue 1          | 1     | 0    | 0     | 0    | 0        | 0        | 0          | 0          | 0     | 0     | 1        | 0        |
| Paris Saint-Germain      | Összesen         | Összesen         | 2     | 0    | 0     | 0    | 0        | 0        | 0          | 0          | 0     | 0     | 2        | 0        |
| Cartagena (kölcsönben)   | 2020–21          | Segunda División | 3     | 0    | 1     | 0    | —        | —        | —          | —          | 0     | 0     | 4        | 0        |
| Cartagena (kölcsönben)   | Összesen         | Összesen         | 3     | 0    | 1     | 0    | —        | —        | —          | —          | 0     | 0     | 4        | 0        |
| Châteauroux (kölcsönben) | 2020–21          | Ligue 2          | 1     | 0    | 0     | 0    | —        | —        | —          | —          | 0     | 0     | 1        | 0        |
| Châteauroux (kölcsönben) | Összesen         | Összesen         | 1     | 0    | 0     | 0    | —        | —        | —          | —          | 0     | 0     | 1        | 0        |
| Karrier összesen         | Karrier összesen | Karrier összesen | 6     | 0    | 1     | 0    | 0        | 0        | 0          | 0          | 0     | 0     | 11       | 0        |

## Sikerei, díjai

### Klubcsapatokban
Paris Saint-Germain
- Francia bajnok: 2019–20[19]